# Liste der Monuments historiques in Plœuc-L’Hermitage
Die Liste der Monuments historiques in Plœuc-L’Hermitage führt die Monuments historiques in der französischen Gemeinde Plœuc-L’Hermitage auf.

## Liste der Bauwerke
| Bezeichnung         | Beschreibung              | Standort                 | Kennzeichnung | Schutzstatus | Datum | Bild           |
| ------------------- | ------------------------- | ------------------------ | ------------- | ------------ | ----- | -------------- |
| Croix Saint-Lambert | Kreuz, 1737               | L’Hermitage-Lorge (Lage) | PA00089203    | Inscrit      | 1930  | weitere Bilder |
| Schloss Lorges      | Erbaut im 18. Jahrhundert | L’Hermitage-Lorge (Lage) | PA00089202    | Inscrit      | 1963  | weitere Bilder |

## Liste der Objekte

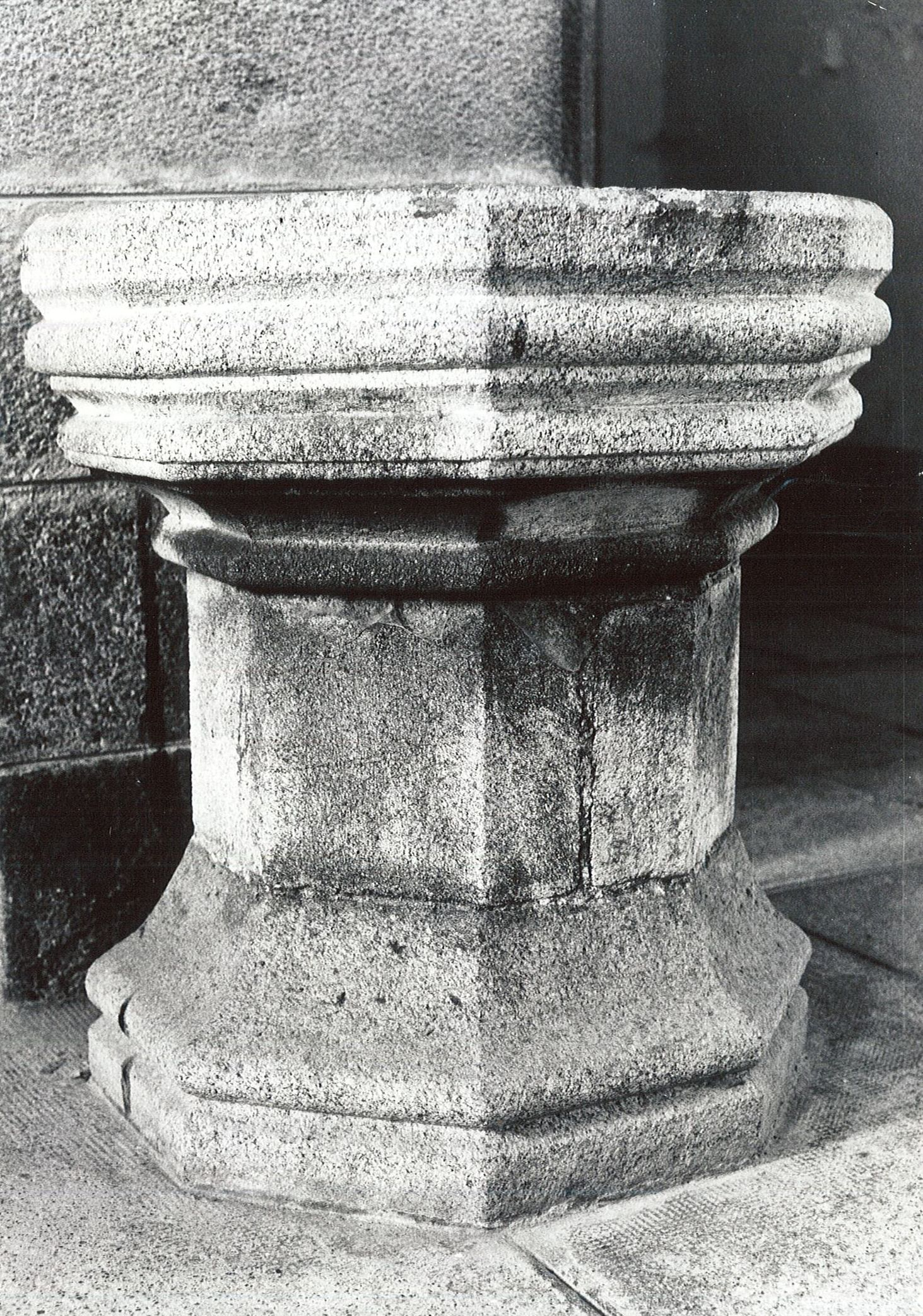
Weihwasserbecken (15. Jahrhundert) in der Kirche St-Pierre in Plœuc-sur-Lié

- Monuments historiques (Objekte) in L’Hermitage-Lorge in der Base Palissy des französischen Kultusministeriums
- Monuments historiques (Objekte) in Plœuc-sur-Lié in der Base Palissy des französischen Kultusministeriums